# Tassilo von Heydebrand und der Lasa
Tassilo von Heydebrand und der Lasa (17 de octubre de 1818, Berlín - 27 de julio de 1899, Osieczna) fue un ajedrecista alemán.

## Biografía
Heydebrand estudió Derecho en Bonn y Berlín. Desde 1845 fue diplomático al servicio de Prusia, su carrera como tal le llevó hasta Estocolmo, Copenhague y Río de Janeiro.
A finales de la década de 1830, tras terminar sus estudios, pasó a integrar la denominada Escuela de Berlín, que había creado Ludwig Bledow. Este grupo de maestros dieron a la exploración teórica del juego un impulso significativo.
Derrotó a los maestros más fuertes en el período 1843-1853. Venció a Henry Thomas Buckle 2-1 (1843), Adolf Anderssen 4-2 (1845), Johann Löwenthal 6-1 (1846), Johann Wilhelm Schulten 4-1 (1850), Anderssen 10-5 (1851), y Howard Staunton 7-6 (1853).
El mundo del Ajedrez moderno reconoce a Haydebrand sobre todo como el autor principal del libro Handbuch des Schachspiels, publicado por primera vez en 1843. Su amigo Paul Rudolph von Bilguer, responsable original del mismo, había fallecido en 1840, con la obra todavía en sus inicios. Von der Lasa se hizo cargo, y, en un noble gesto de amistad, puso el nombre de su amigo como autor. En ediciones posteriores del Handbuch, en alemán comúnmente llamado der Bilguer, von der Lasa fue reconocido como coautor.
En 1850 von der Lasa publicó en el Deutsche Schachzeitung ( Revista Alemana de Ajedrez ) una convocatoria de torneo internacional de Ajedrez, la primera, que se celebraría en Tréveris. Sin embargo, el primero de ellos se celebró en 1851 en Londres. Von der Lasa no jugó en torneos, siendo por lo general organizador, pero jugó en ocasiones contra maestros tan importantes como Howard Staunton y Adolf Anderssen. También fue un renombrado investigador y teórico del ajedrez, publicando numerosos artículos en Deutsche Schachzeitung y, en 1897, su gran obra Zur Geschichte und Literatur des Schachspiels ( Investigaciones en Historia y Literatura de Ajedrez ).
En el curso de sus investigaciones, incluyendo un viaje alrededor del mundo entre 1887 1888, acumuló una biblioteca de ajedrez global, con la que publicó un catálogo en 1896. En 1898, la Federación Alemana de Ajedrez reconoció sus incansables esfuerzos y logros, nombrándole como primer miembro de honor.
Uno de los últimos deseos de von der Lasa fue animar a Harold Murray a realizar nuevas investigaciones en la historia del Ajedrez.

## Obras
- Leitfaden für Schachspieler, Veit & Comp., Berlín 1857, 2. Aufl.
- Berliner Schach-Erinnerungen nebst den Spielen des Greco und Lucena, Veit & Comp., Leipzig 1859
- Zur Geschichte und Literatur des Schachspiels, Veit & Comp., Leipzig 1897 (Nachdruck u. a. Leipzig 1984)
- Paul Rudolf von Bilguer. Fortgesetzt und herausgegeben von seinem Freunde Tassilo von Heydebrand und der Lasa: Handbuch des Schachspiels, Edition Olms: Zürich 1979 (Nachdruck der Erstausgabe Berlin 1843). ISBN 3-283-00013-1)